# Breeching

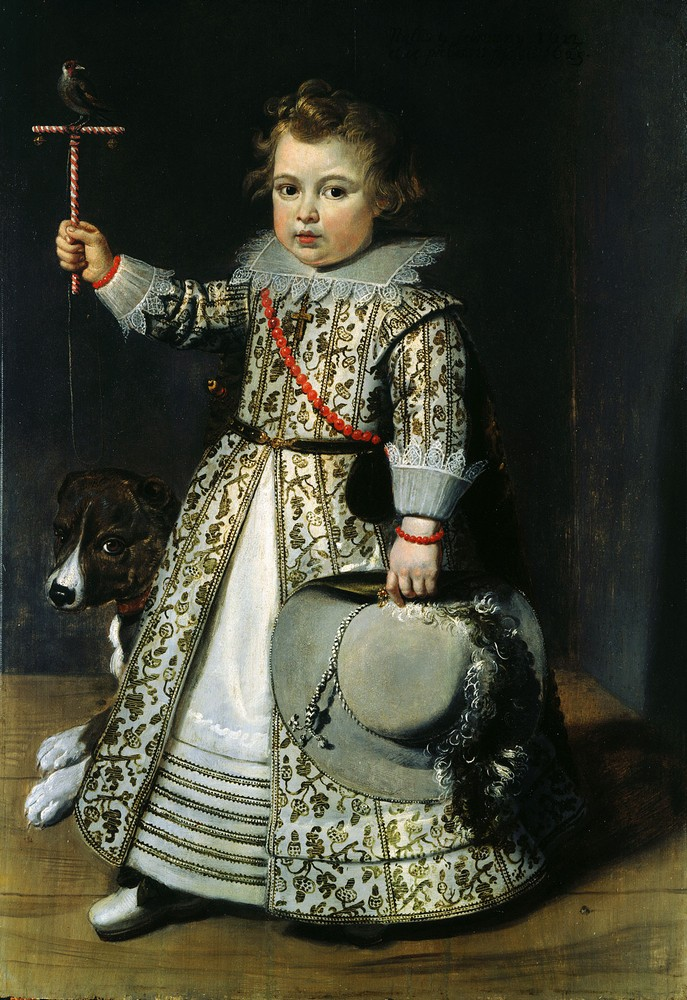
Niño en un retrato flamenco de 1625. El corte de cabello y el sombrero son distintivamente masculinos, y lleva una espada o daga y cuentas de coral rojo, un amuleto infantil común.

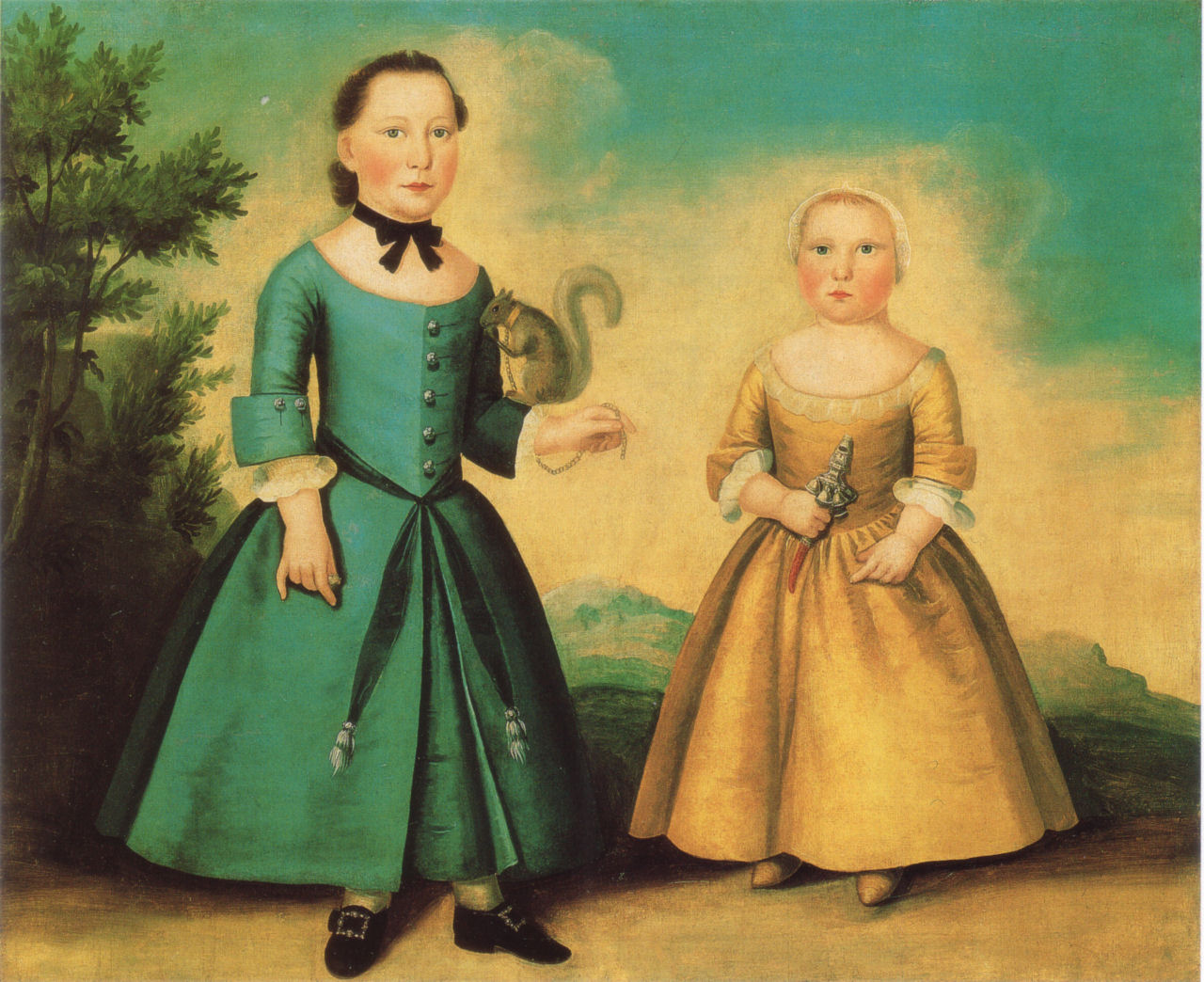
Boston, 1755–1760, niño y (probablemente) niña.

Breeching era la denominación en inglés para la ocasión cuando un niño pequeño era vestido por primera vez con calzones (breeches) o pantalones. Desde mediados del XVI, hasta finales del XIX e incluso en algunos casos hasta los primeros años del XX, los niños pequeños en el mundo occidental llevaban faldas o vestidos hasta una edad que variaba de los cuatro a ocho años. Varias diferencias sutiles distinguían a los niños de las niñas, mediante códigos que los historiadores modernos del arte comprenden bien.  
El breeching era un rito importante de paso en la vida de un chico, quedando a la espera con mucha emoción, al ser habitualmente celebrado con una pequeña fiesta. A menudo marcaba también el punto en que el padre comenzaba a implicarse más en la crianza del pequeño.

## Razones
La razón principal para el uso de vestidos en varones era poder ir al baño. El cambio se realizaba una vez el niño había conseguido el control sobre los complicados cordones y botones que cerraban muchos de los calzones y pantalones de la Edad Moderna. El fenómeno se impuso a principios del siglo XVI, antes no había sido necesario porque no se daba tal transición ya que los hombres adultos llevaban túnicas cortas y largas y calzas. Los vestidos eran también más fáciles de hacer con costuras que podían ir modificándose al compás del crecimiento, en unos tiempos en que la ropa era mucho más cara que ahora para todas las clases sociales. La "edad de la razón" era generalmente considerada alcanzada sobre los siete años, y el breeching se correspondió aproximadamente con esa edad la mayor parte del periodo. Los muchos retratos de Baltasar Carlos, Príncipe de Asturias (1629–1646), hijo de Felipe IV de España, le muestran llevando pantalones con unos seis años.
Para los niños de clase trabajadora, de los que se sabe mucho menos que de sus contemporáneos de clase acomodada, bien puede haber marcado el inicio de la vida laboral. El debate entre sus padres sobre el breeching del héroe de Tristram Shandy (1761) sugiere que el momento del evento podía ser bastante arbitrario; en este caso es su padre quién sugiere que el tiempo ha llegado.

## Celebraciones
En el siglo XIX, en el mundo anglosajón a menudo se tomaban fotografías del niño con sus flamantes pantalones, típicamente junto a su padre. También podía recolectar pequeños regalos de dinero yendo por el vecindario luciendo su ropa nueva. Amigos, tanto de la madre como del niño, podían reunirse para ver su nuevo aspecto. Una carta de 1679 de Lady Anne North a su hijo viudo y ausente da una larga descripción del breeching de su nieto:"...Nunca una novia para su noche de boda tuvo más manos sobre ella, algunos las piernas y algunos los brazos, unos la pechera y otros la espalda, y tantos espectadores que no cabría un dedo  [sic] entre ellos. Cuando se terminó de vestir actuó su parte tan bien como cualquiera de ellos.... Ya que no has tenido la primera vista, resolví que debías tener una relación completa...". Los vestidos llevados por los niños varones eran llamados "cotas".

## Niños pequeños antes de adoptar los calzones y pantalones

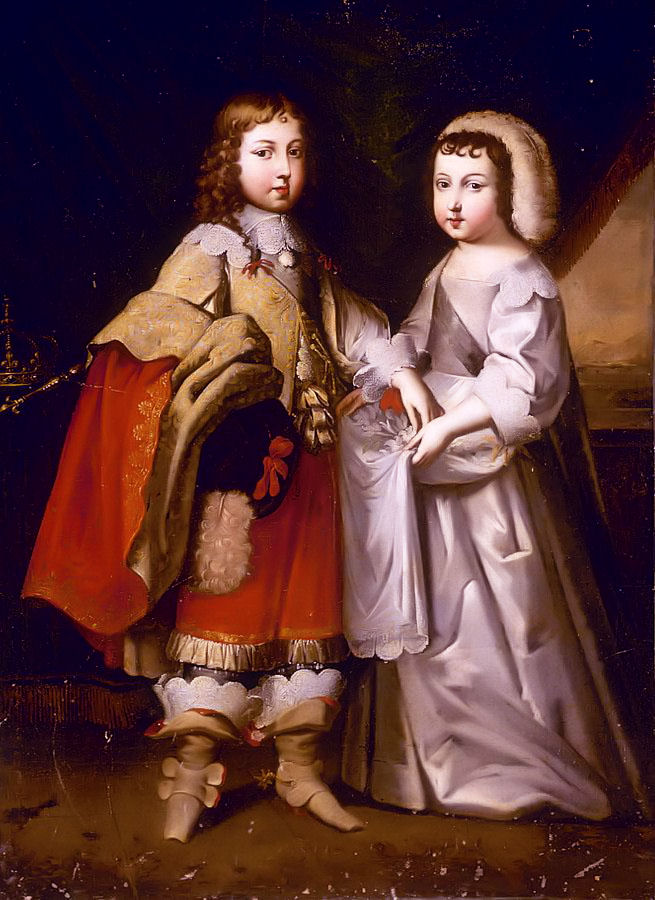
Luis XIV y su hermano menor aún sin calzones. En los retratos reales franceses el género puede ser difícil de distinguir, excepto por la ausencia de joyas (Década de 1640).

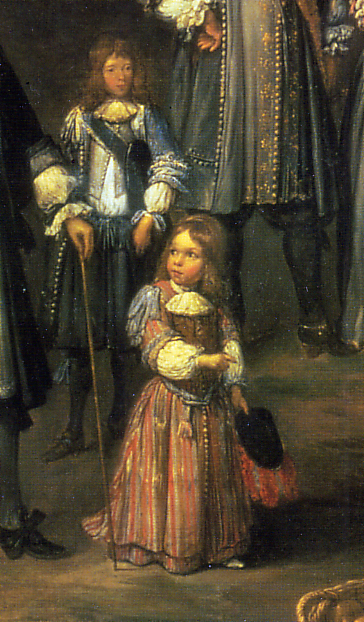
Niños ingleses (1670).

La primera progresión, tanto para niños como para niñas, era cuando se les quitaban los vestidos largos que envolvían los pies que llevaban los bebés— y que han sobrevivido como el moderno faldón de bautizar. No era posible moverse con ellos y el cambio a uno más corto se producía cuando la criatura comenzaba a gatear, con siete u ocho meses. Los vestidos de los niños más pequeños incluían unas cuerdas largas, correas estrechas de tejido o cintas sujetas a los hombros, y sostenidas por un adulto mientras el niño aprendía a andar.
Después de esta etapa, a principios de la Edad Moderna normalmente no es demasiado difícil distinguir entre niñas y niños pequeños en los retratos encargados por los ricos, incluso cuando las identidades ya no se conocen. Pero las figuras secundarias de niños pequeños en pintura de género tienen menos detalles, y los pintores a menudo no se molestaron en incluir los accesorios distintivos comunes en los retratos. Los niños de clase baja presumiblemente eran más propensos que los ricos a heredar la ropa de sus hermanos mayores, que utilizaban ambos sexos. En los retratos los colores de la ropa normalmente mantienen las distinciones de género de los adultos— las niñas llevan colores blancos o pálidos, y los chicos tonos más oscuros, incluyendo rojo. Esto puede no reflejar enteramente la realidad, pero las diferencias en peinados, y en el estilo de la prenda en pecho, cuello, cintura, y a menudo los puños, probablemente sí.
En el siglo XIX, cuando la infancia se volvió sentimental, la diferencia de atuendo en los niños más pequeños se redujo; el cabello continuó siendo la mejor guía para distinguir los géneros, pero algunas madres eran evidentemente incapaces de resistirse a dejárselo largo también a sus vástagos varones. Para entonces la edad del breeching había bajado a los tres, cuatro años, donde se mantendría. Durante la mayor parte del periodo en uso de la costumbre, los niños llevaron el cabello más corto, a menudo cortado con un flequillo recto, mientras las niñas lo llevaban más largo, y en los periodos más tempranos a veces recogidos en estilos como los de las adultas, o como ellas también con redecillas o cofias, al menos para ocasiones especiales como los retratos. En el siglo XIX, empezar a llevar el cabello recogido se convirtió en un rito significativo de paso para las niñas en la pubertad (13-14 años), como parte de su "salida" a la sociedad, junto con dejar el vestido corto por el largo. Las niñas más pequeñas siempre llevaban el cabello suelto o en trenzas. A veces un tupé o un rizo grande emergen bajo la gorra de un niño. Los chicos suelen llevar la raya del cabello lateral, y las niñas central.
Los corpiños de los vestidos de las niñas reflejan normalmente los estilos de los de las adultas, al menos con sus mejores ropas, y collares y escotes bajos son también comunes. Los niños, habitualmente, aunque no siempre, llevan vestidos cerrados hasta el cuello, y a menudo abotonados por delante— algo raro en las niñas. Ellos frecuentemente llevan cinturones, y en periodos cuando los vestidos femeninos tuvieron cinturas cortadas en V, esto es a menudo visto en niñas pequeñas, pero no en niños. Lino y encaje en el cuello y puños tienden a seguir los estilos de adulto para cada género, a pesar de que nuevamente la ropa llevada en los retratos sin duda no refleja la ropa diaria, y puede que no refleje ni la mejor ropa con exactitud.
Los niños de la nobleza todavía con vestidos son a veces vistos llevando pequeñas espadas o dagas en un cinturón. Un discurso del rey Leontes de la obra de Shakespeare en Cuento de invierno implica que, como el sentido común sugiere, estas no se podían extraer, y eran puramente de adorno:
Mirando las líneas
del rostro de mi hijo, pensé que retrocedí
veintitrés años, y me vi sin romper con
mi cota de terciopelo verde, mi daga con bozal, para
que no muerda a su maestro y así lo demuestre
(como suele hacer el adorno) demasiado peligroso.
 
También llama al vestido "cota"; cota era un término en francés e inglés, que se remonta a la Edad Media, para los vestidos masculinos o túnicas largas y parece que se mantuvo en uso para la ropa de los varones más pequeños para preservar alguna distinción de género.
Normalmente los niños no llevan joyas, pero de aparecer, siempre son de color oscuro, como el collar de cuentas de coral del niño flamenco arriba. El coral era considerado por las autoridades médicas el mejor material para utilizar para la dentición, y un combinación de sonajero y pito (en plata) y palo de dentición (en coral) puede ser visto en muchos retratos pendiente de un collar.

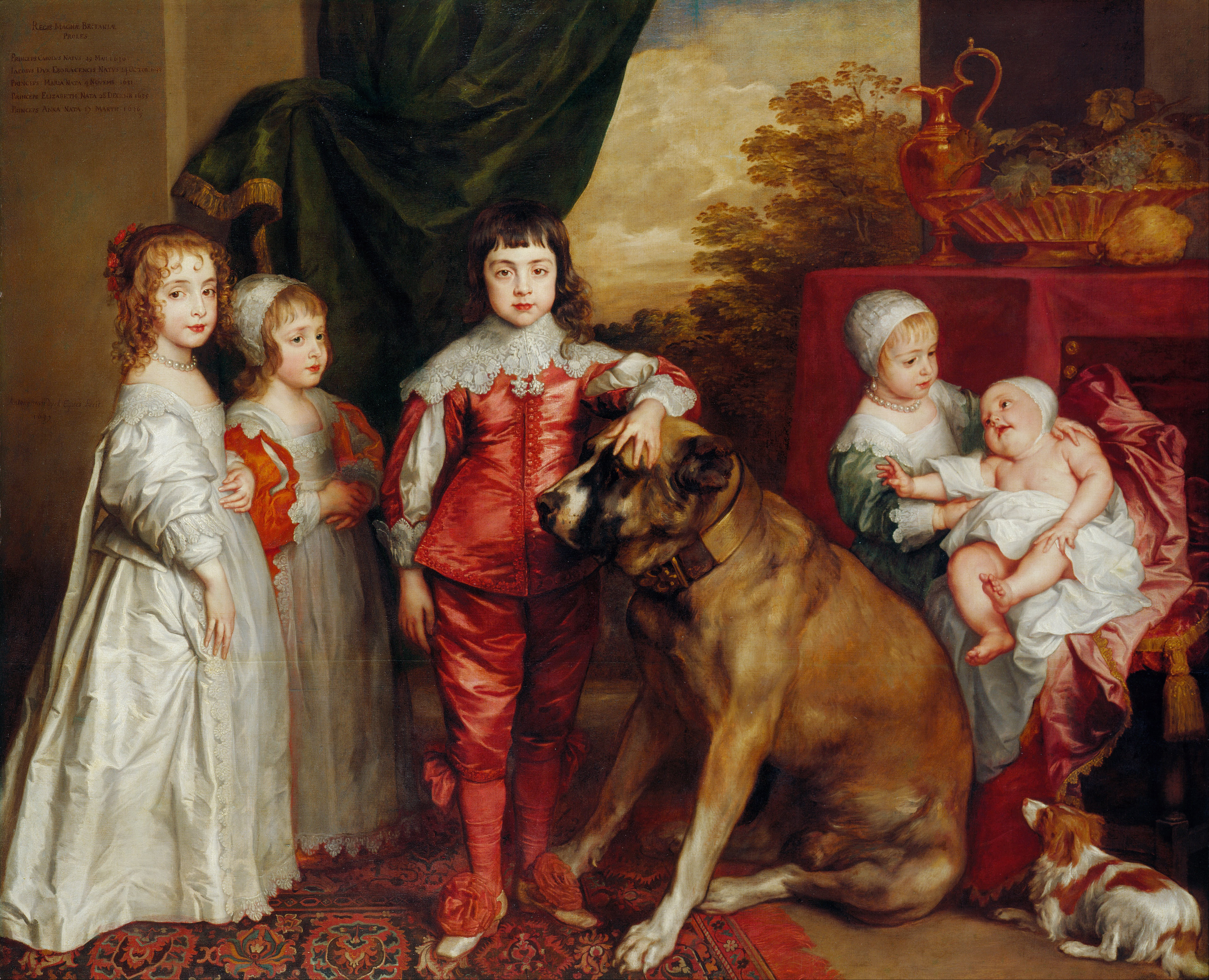
Los hijos del rey Carlos I de Inglaterra en 1637 por Anton van Dyck. Desde la izquierda: María, Jacobo— de cuatro años con vestido, Carlos, Isabel y Ana.

En retratos incluso las niñas muy pequeñas pueden llevar collares, a menudo de perlas. En el retrato de van Dyck de los hijos de Carlos I, solo la ausencia de collar y pendientes y el color de su vestido distingue a Jacobo (de cuatro años) de su hermana más joven Isabel, mientras su hermano y hermana mayores, de siete y seis años, ya han adoptado el estilo de los adultos. En casos de posible duda, los pintores tienden a darles a los chicos juguetes masculinos para sostener como tambores, látigos para caballos de juguete, o cuerdas.

## El siguiente paso
A finales del siglo XVIII, las nuevas filosofías sobre la crianza infantil llevaron a la creación de la primera ropa pensada especialmente solo para niños. Los niños más pequeños llevaban vestidos sencillos de lino o algodón. Los niños británicos y estadounidenses después de los tres o cuatro años empezaron a llevar pantalones cortos y chaquetas, y entre 1790 y 1820 estuvo de moda el traje esqueleto compuesto de un pantalón largo de cintura alta sobre una camisa. Estos dieron la primera alternativa real a los vestidos, y se pusieron de moda en toda Europa.

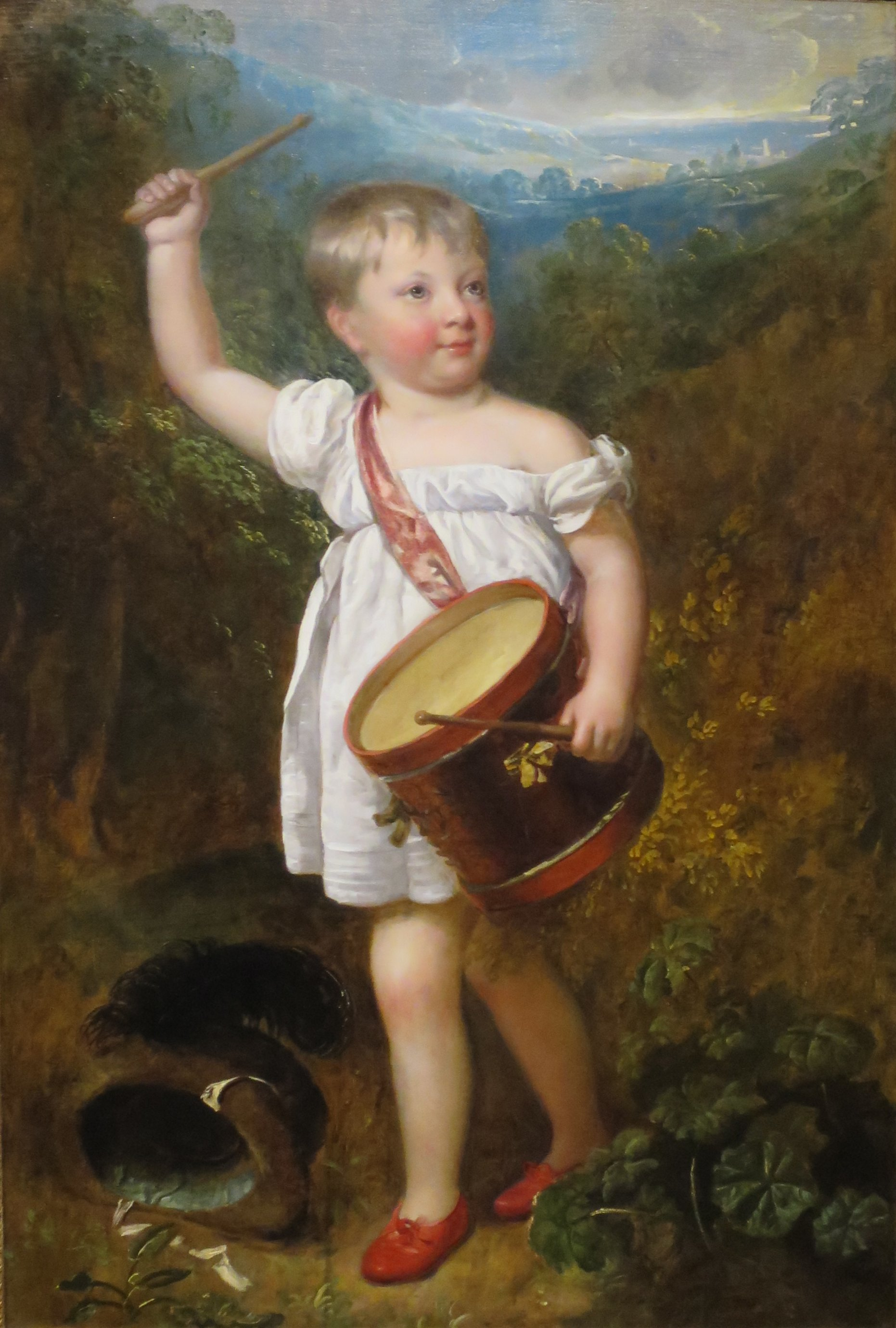
Niño con un vestido ligero de lino o algodón, con sombrero masculino (en el suelo) y tambor, Inglaterra, finales del.

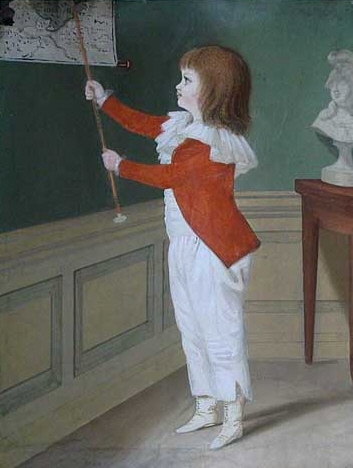
Traje con pantalón y chaqueta al estilo inglés. Alemania, finales del.

El traje esqueleto no era muy diferente del mono o mameluco introducido a principios del siglo XX. Pero los vestidos para niños pequeños no desaparecieron, y se volvieron de nuevo comunes desde la década de 1820, ahora cortos hasta la rodilla, acompañados debajo de pololos como ropa interior, un estilo también llevado por las niñas pequeñas.
Desde mediados del siglo XIX, tras el breeching los pequeños adoptaban normalmente el pantalón corto, nuevamente porque estos se adaptaban mejor al continuo crecimiento, y eran más baratos. El  knickerbocker tipo bombacho también fue desde entonces popular, especialmente en Estados Unidos. En Inglaterra y algunos otros países, muchos uniformes escolares todavía mantienen el pantalón corto para los niños hasta los nueve o diez años. Las chaquetas que acompañaban al pantalón corto seguían el estilo de las de los adultos. Al igual que sucedía con las niñas y sus vestidos, el cambio del pantalón corto al largo hacia los trece, catorce años se convirtió en una especie de rito de paso que marcaba la entrada en la vida adulta. Aunque algunas familias acomodadas especialmente conservadoras y tradicionales todavía mantenían el vestido para sus hijos más pequeños y la fiesta del breeching al cambiar a los pantalones cortos en los primeros años del siglo XX, tras la Primera Guerra Mundial este tipo de prenda infantil masculina desapareció definitivamente.

## Galería

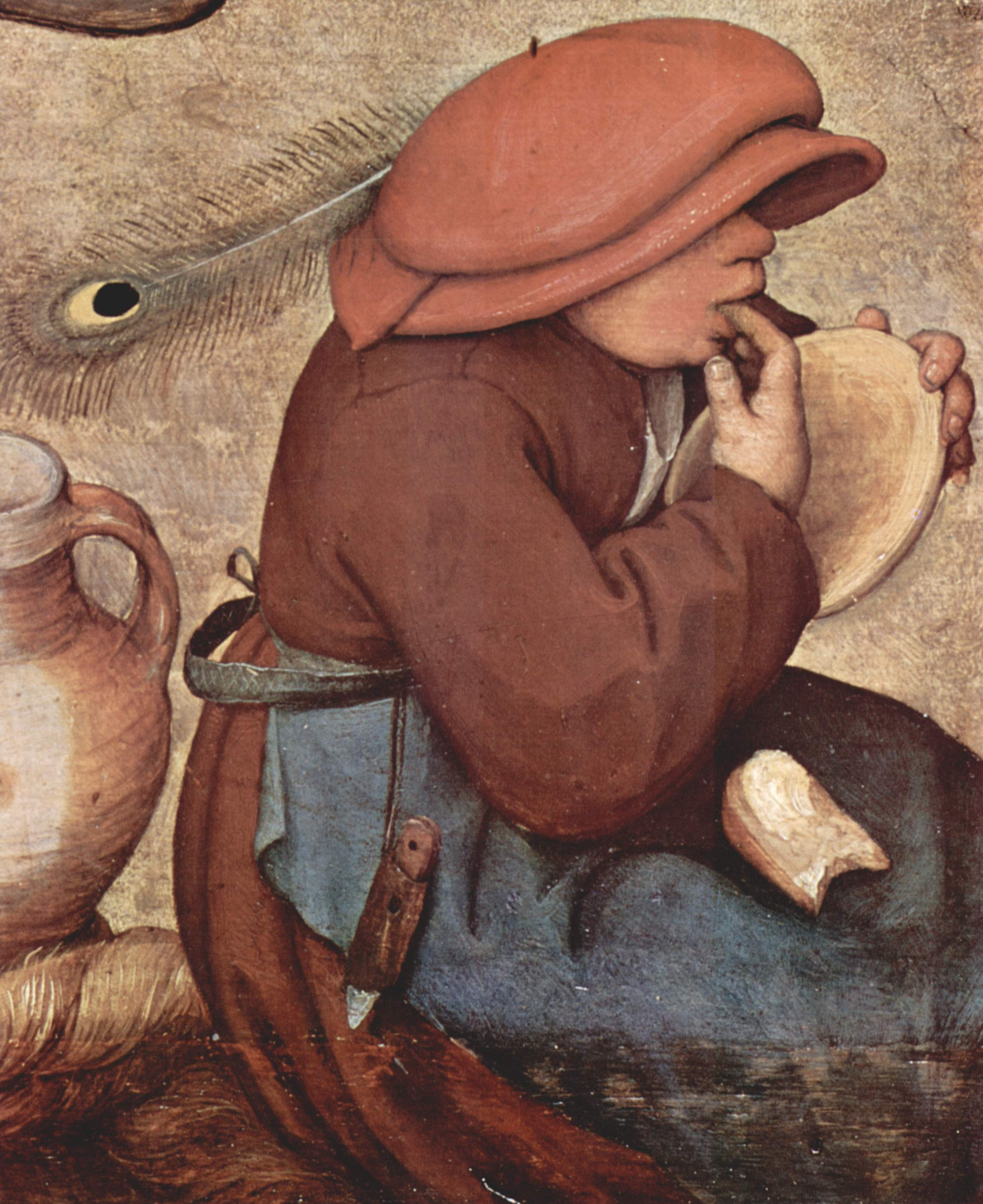
Pieter Brueghel el Viejo, 1568, niño en La boda campesina; el sombrero indica el género.
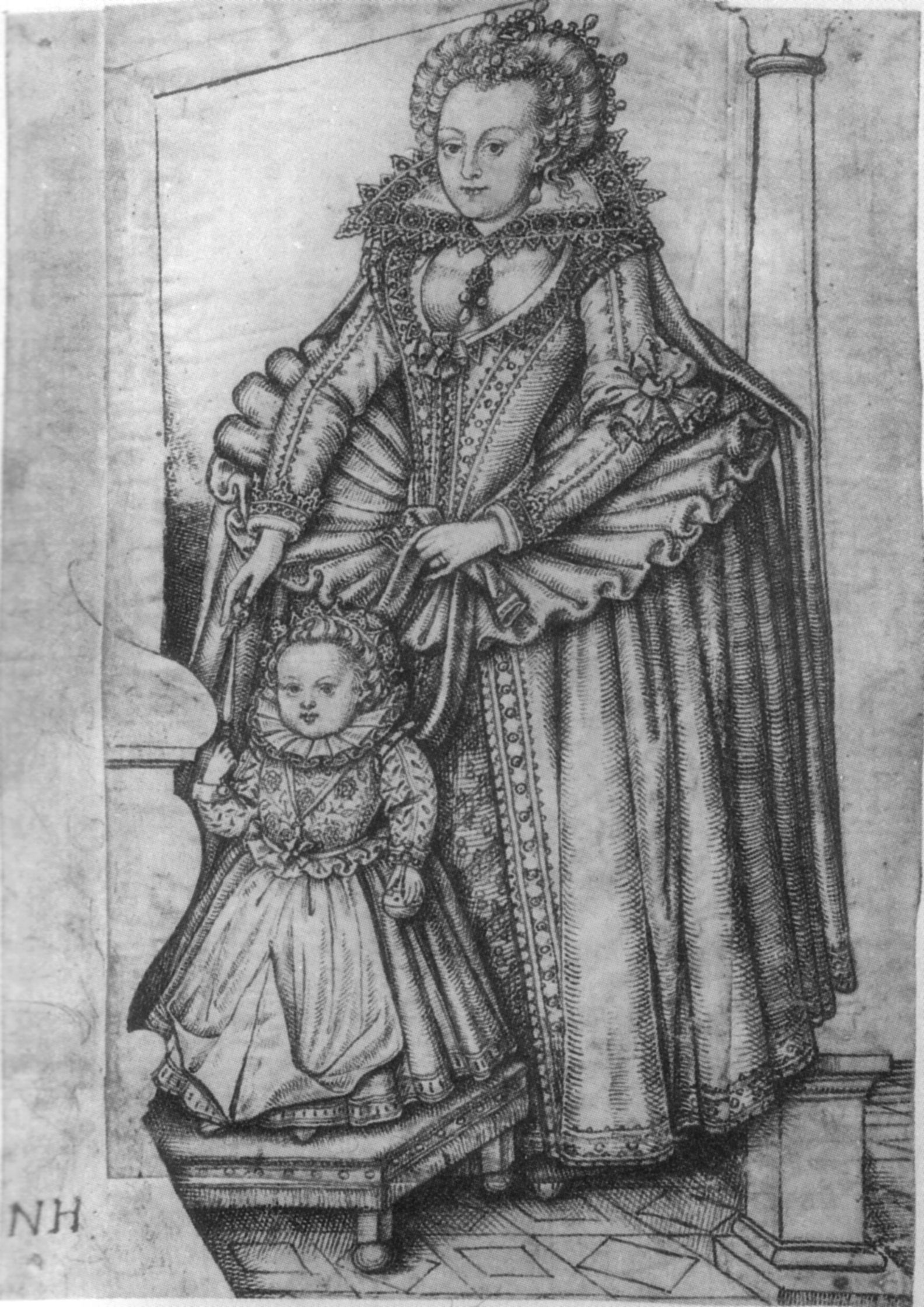
Nicholas Hilliard, Isabel Estuardo, electriz palatina, y su hijo Federico Enrique, con vestido con cuerdas, 1615.
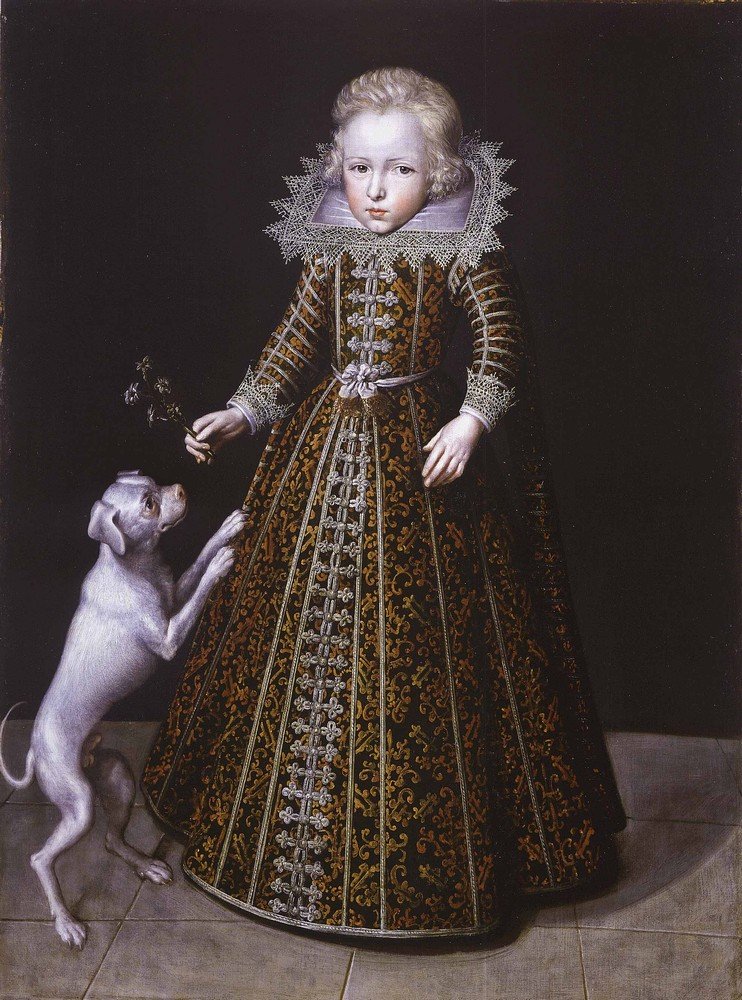
Príncipe Ulrico de Dinamarca, 1615. El cabello (y el perro activo) muestra el género.
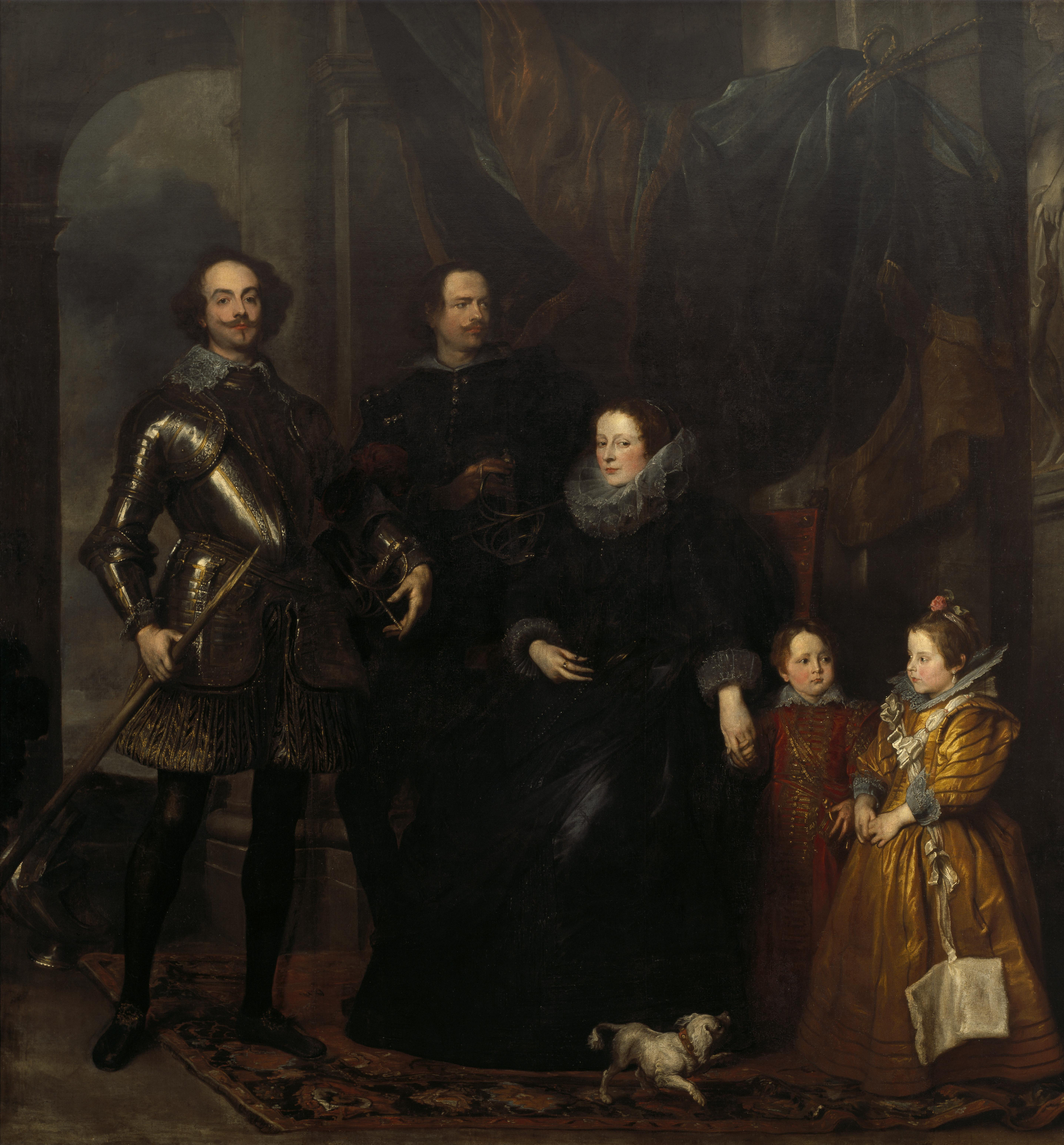
Anton van Dyck, familia Lomellini, Génova, 1623.
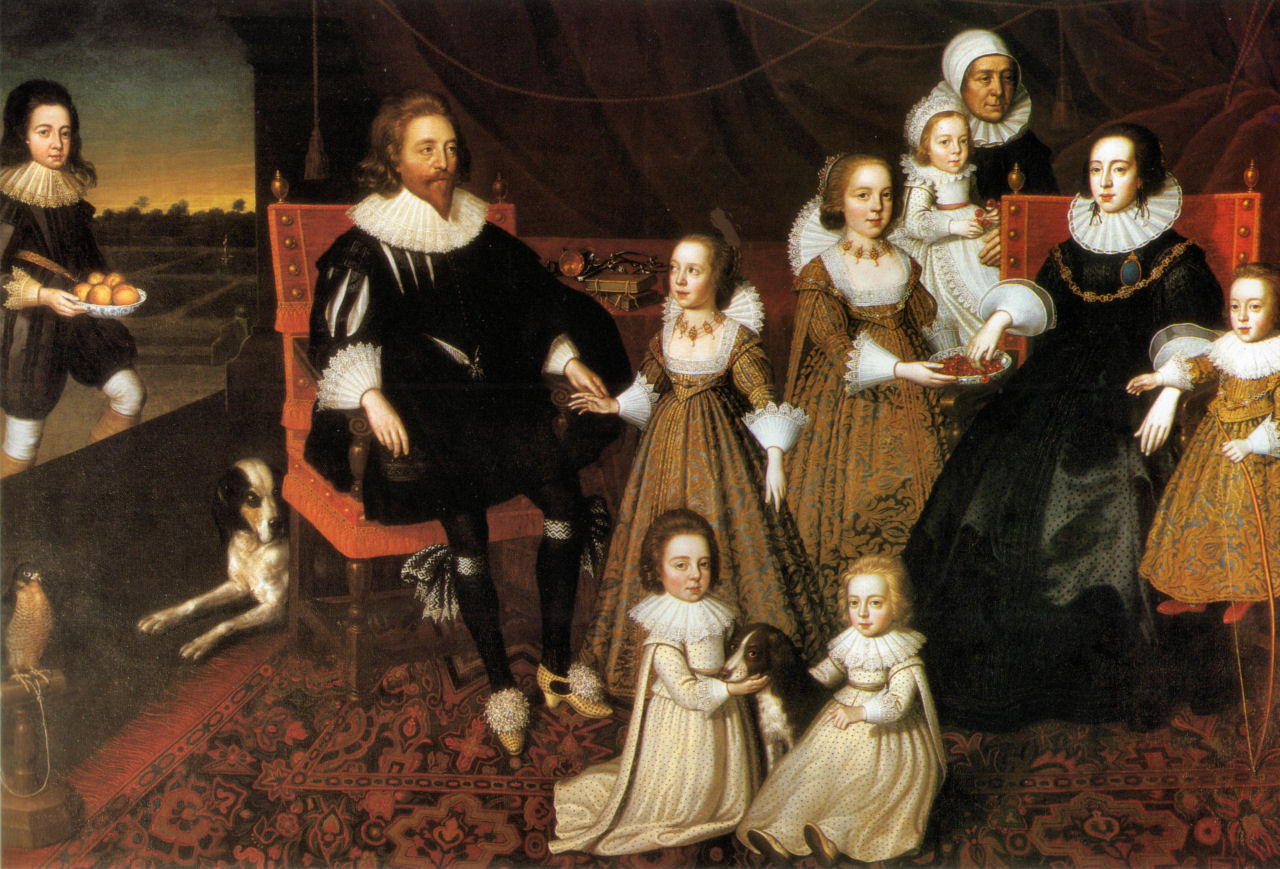
Familia Lucy, c. 1625. Dos niños delante, otro sentado junto a su madre, sosteniendo un arco tan alto como él. La criatura en brazos de la aya también podría ser un niño.
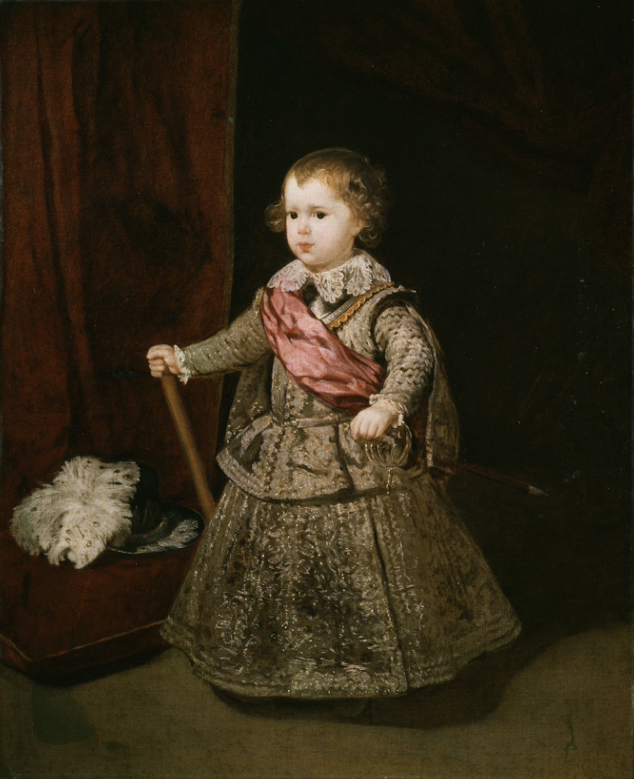
Velázquez. Baltasar Carlos, príncipe de Asturias hijo de Felipe IV de España tiene una espada, cetro, coraza y gorguera.
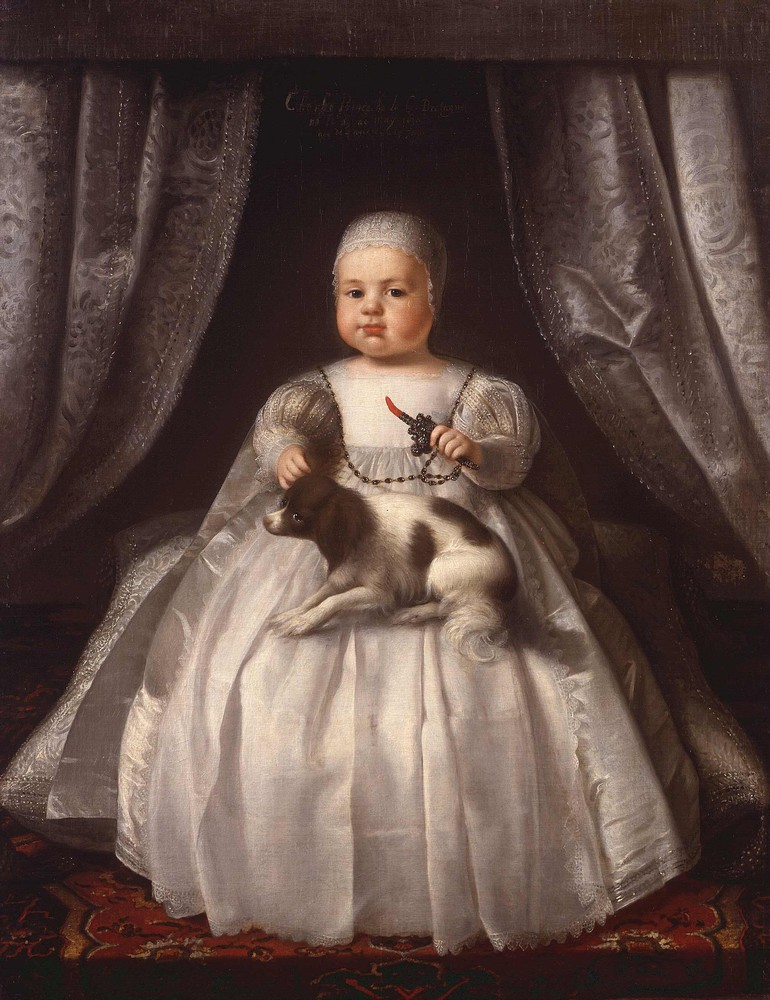
Carlos II de Inglaterra, con un collar de coral de dentición, 1631.
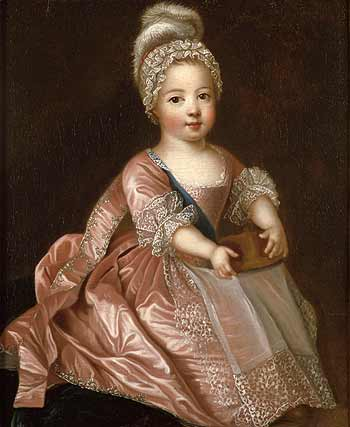
Luis XV en 1712.
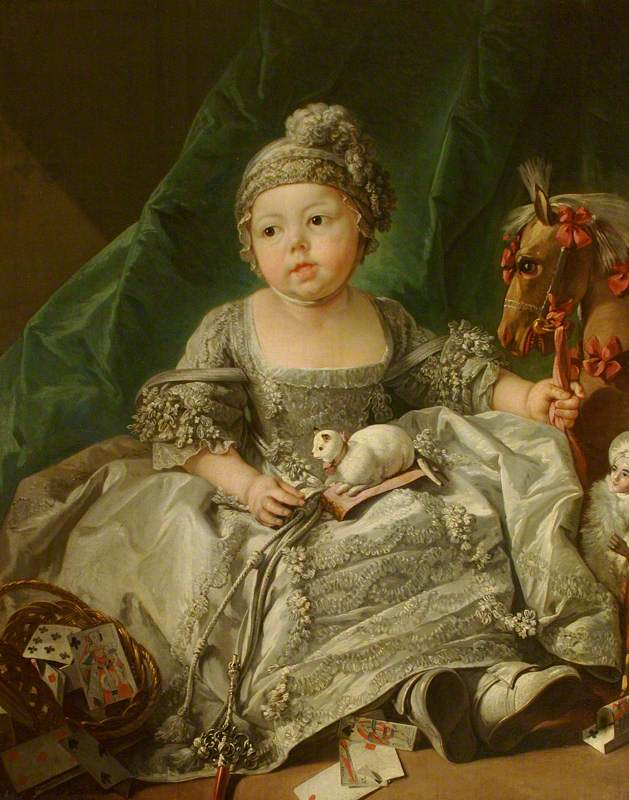
François Boucher, 1750, Felipe Igualdad, entonces Duque de Montpensier, de tres años, con juguetes que presagian sus ocupaciones futuras, incluyendo un juego de naipes.
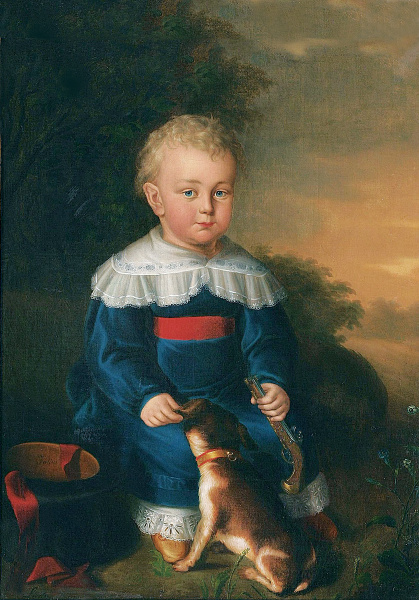
Chico alemán, mediados del siglo XVIII, con pistola de juguete, sombrero y perro.
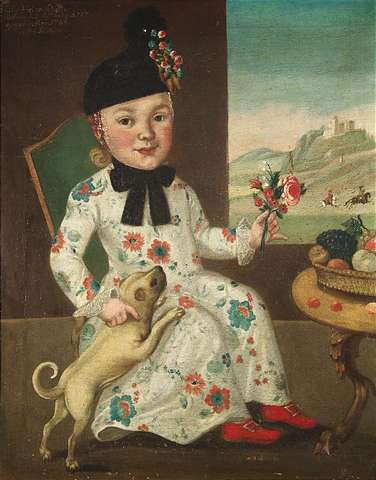
Niño alemán de tres años, 1769.
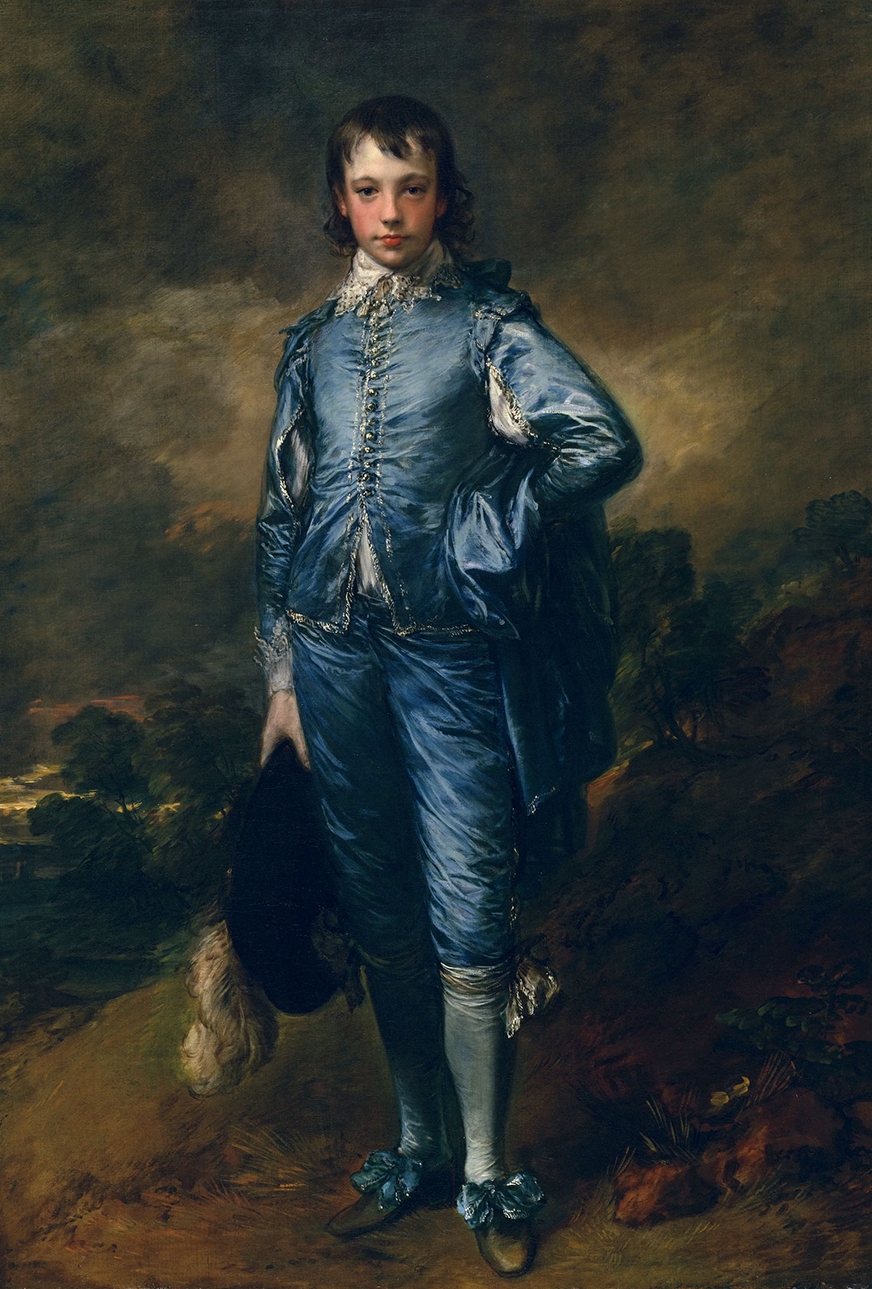
Thomas Gainsborough, El joven azul, c. 1770, reviviendo el estilo elegante de Anton van Dyck.
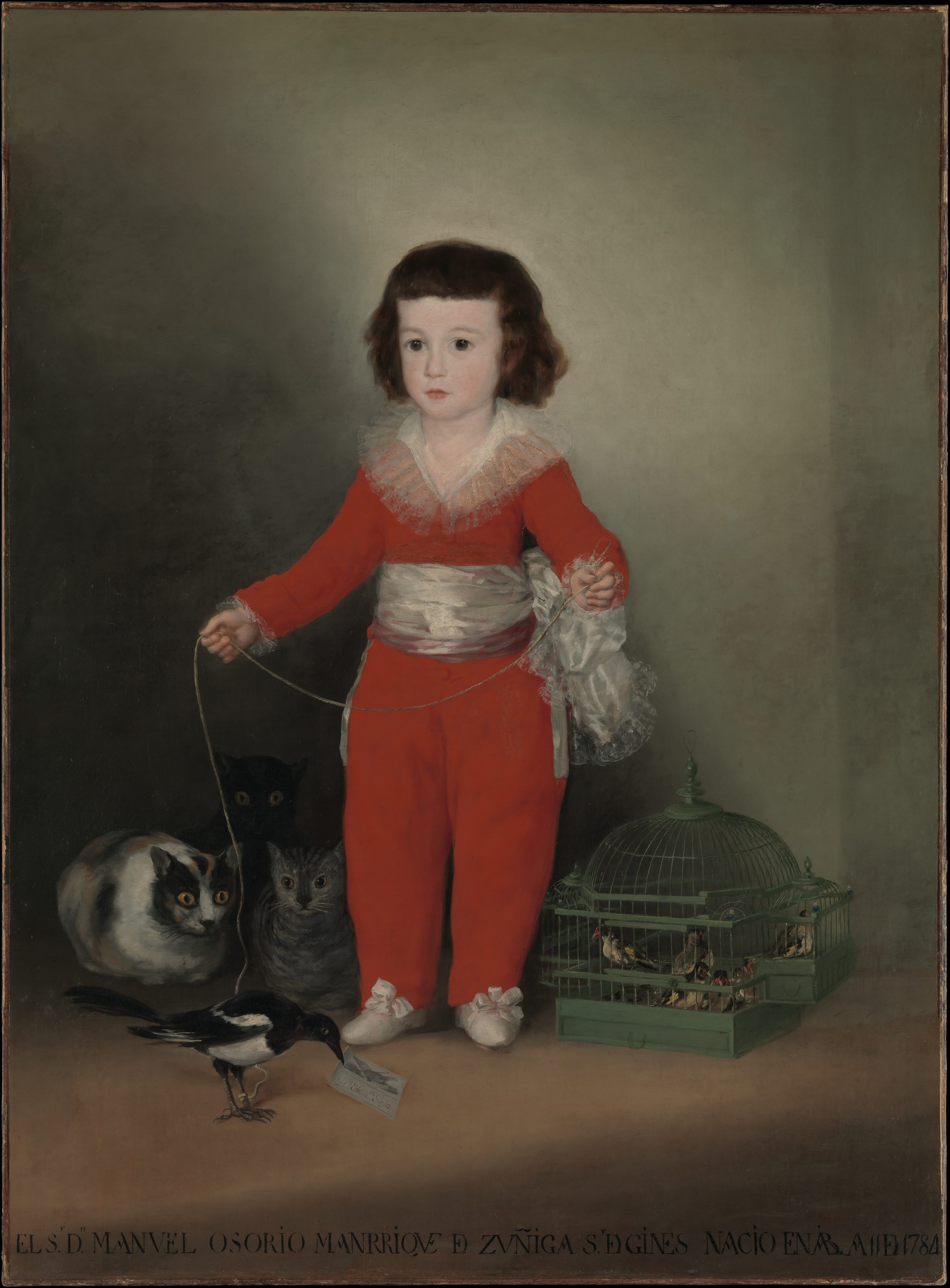
Goya, 1788, Don Manuel Osorio Manrique de Zúñiga, niño. Una prenda del tipo traje esqueleto.
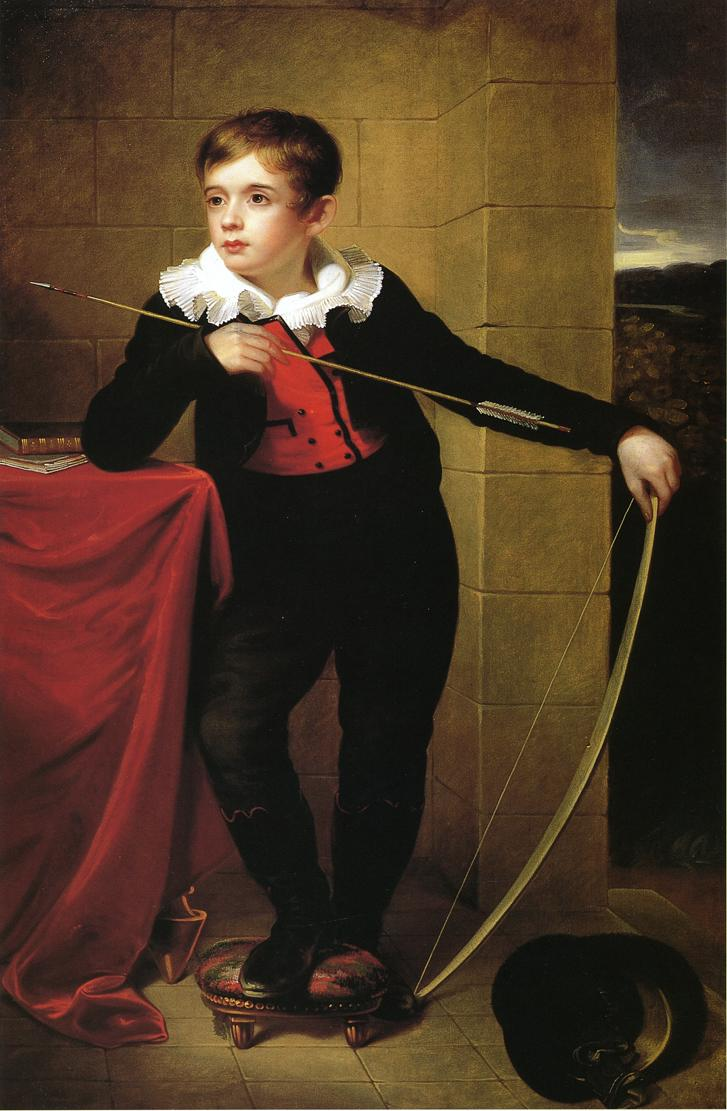
Rembrandt Peale, 1812. Niño estadounidense llevando el traje de pantalón largo.
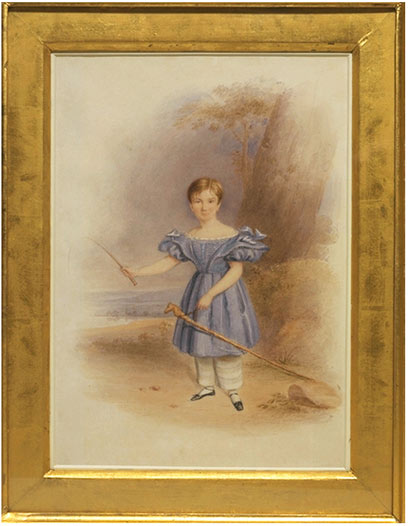
Acuarela inglesa, 1836. Niño con vestido corto que deja a la vista los pololos como ropa interior.
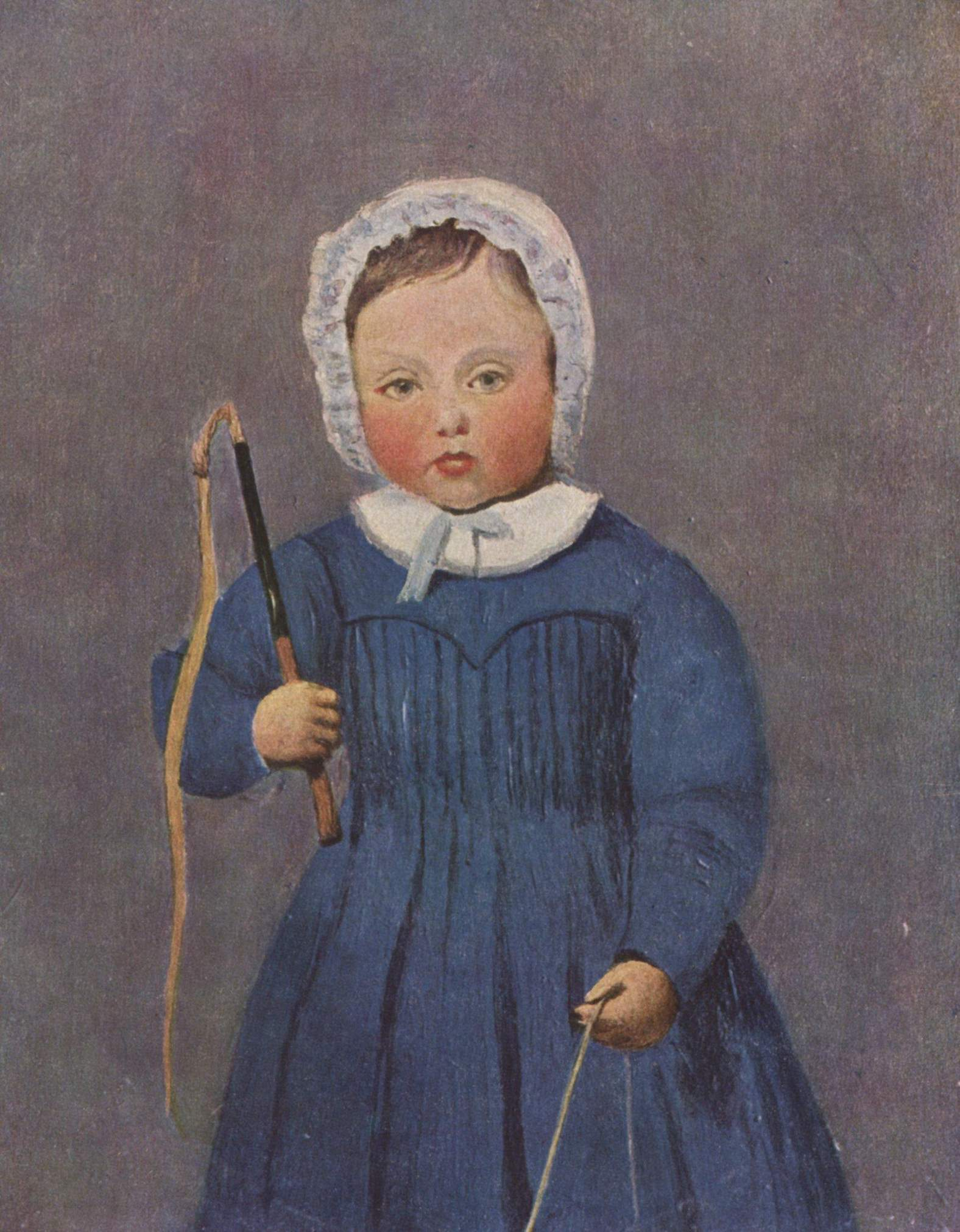
Corot, 1843–44. Cuando había duda, los pintores tendían a utilizar elementos agresivamente masculinos para confirmar el género, como un látigo.
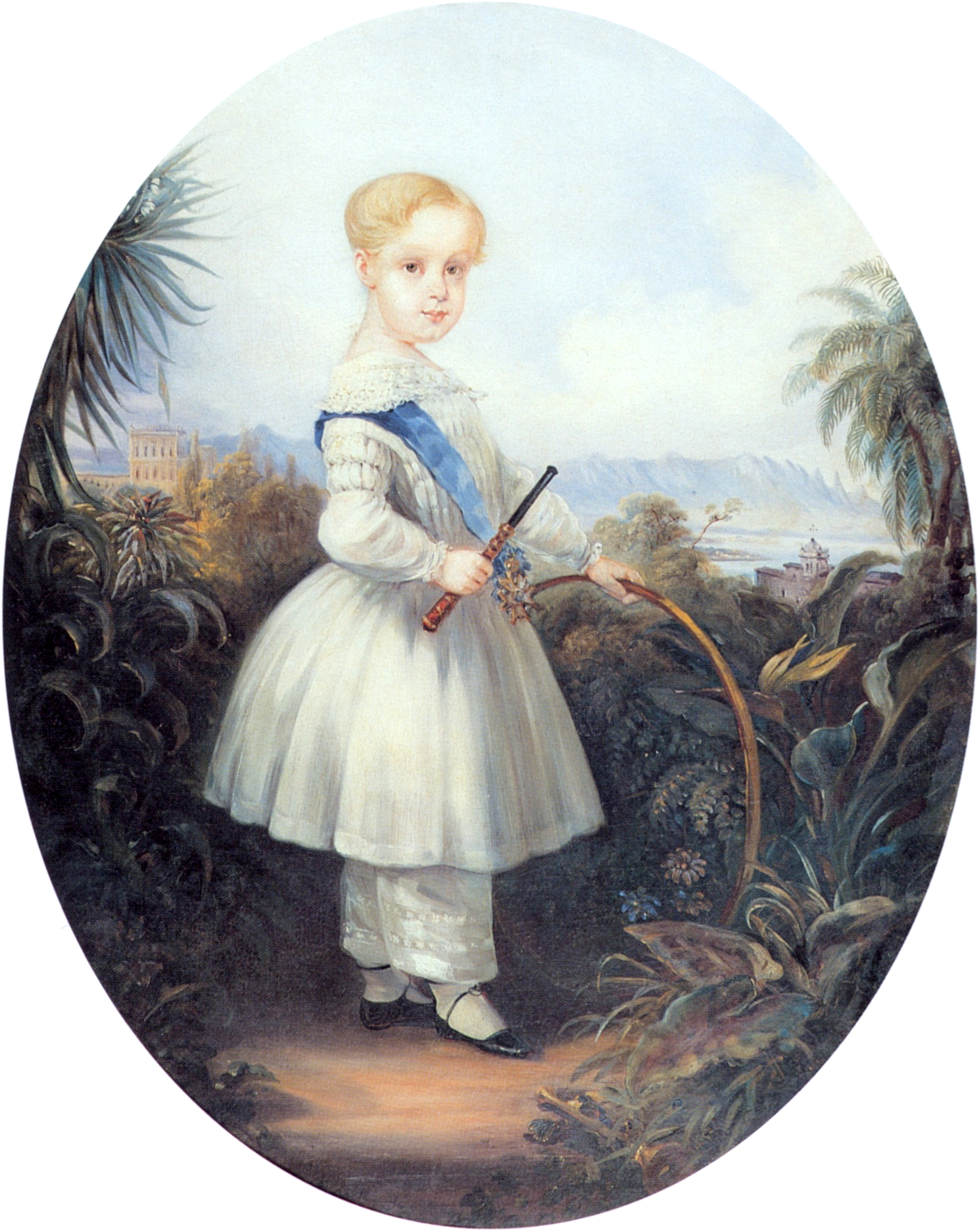
Alfonso, el príncipe imperial de Brasil, hijo de Pedro II de Brasil, con cetro y aro, 1846.
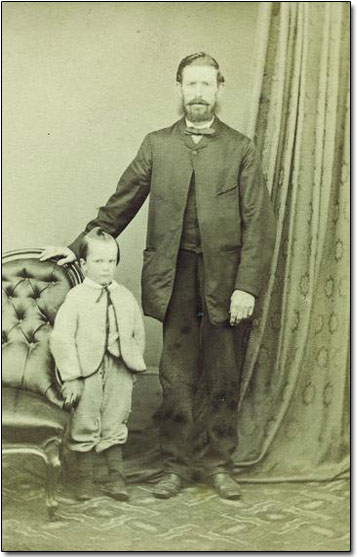
Retrato inglés por el breeching, con pantalón knickerbocker, c. 1867.
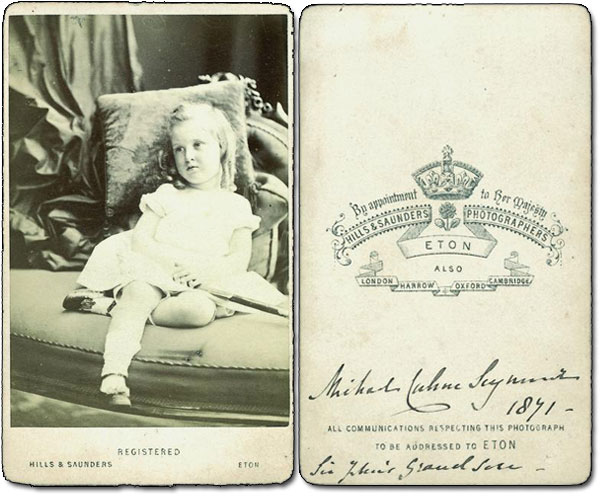
Chico inglés, 1871. Sin su nombre detrás, el género habría sido difícil de determinar.
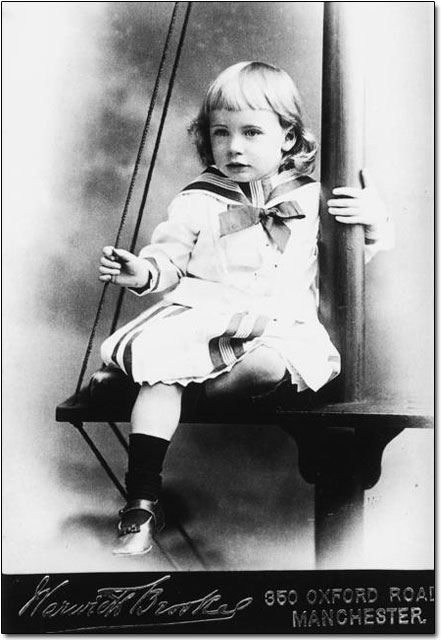
Traje de marinero, finales del siglo XIX. Evidentemente, ya era lo suficientemente común como para que el estudio de fotografía tuviera un pequeño mástil a punto para posar.
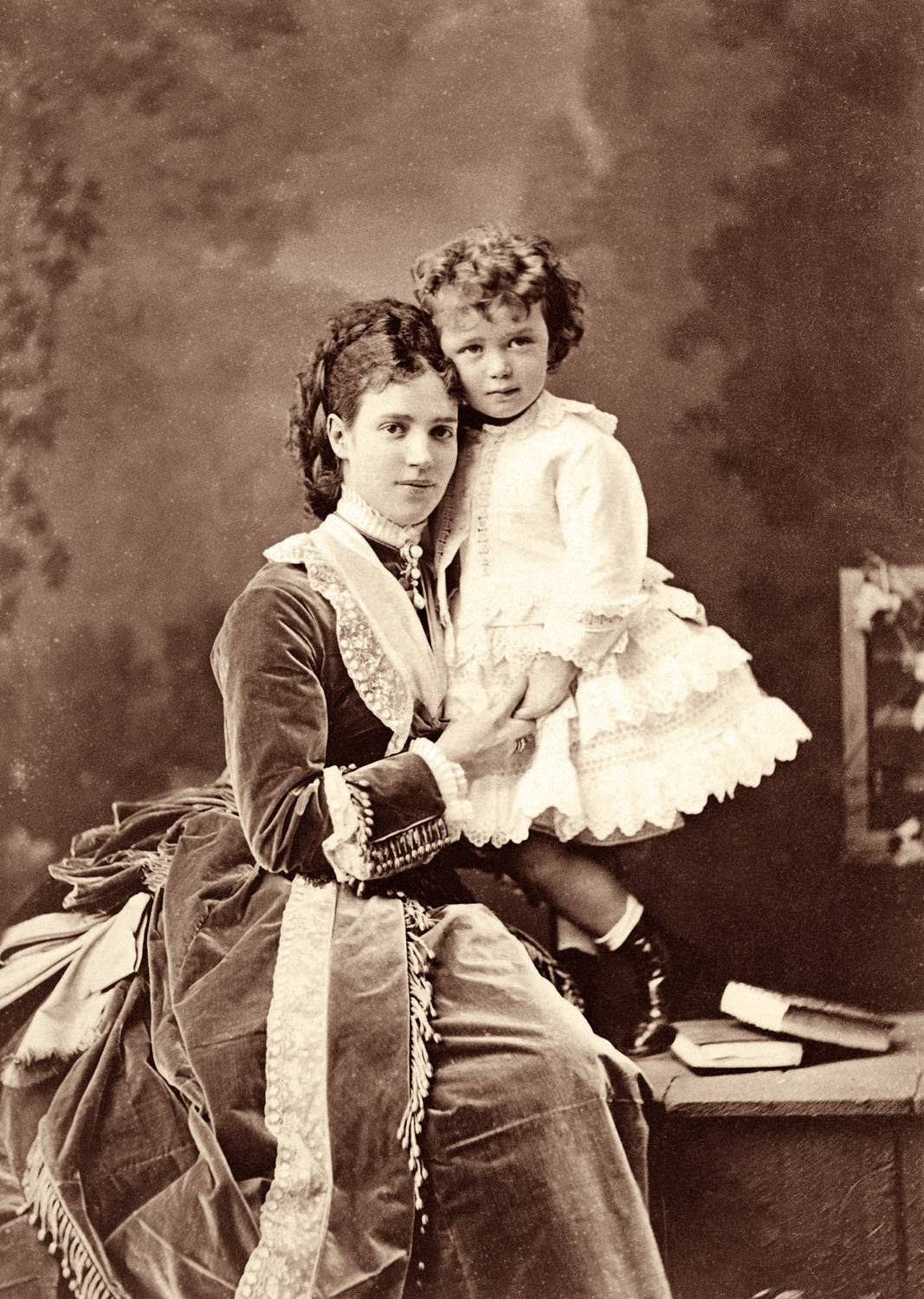
Nicolás II con su madre en 1870.
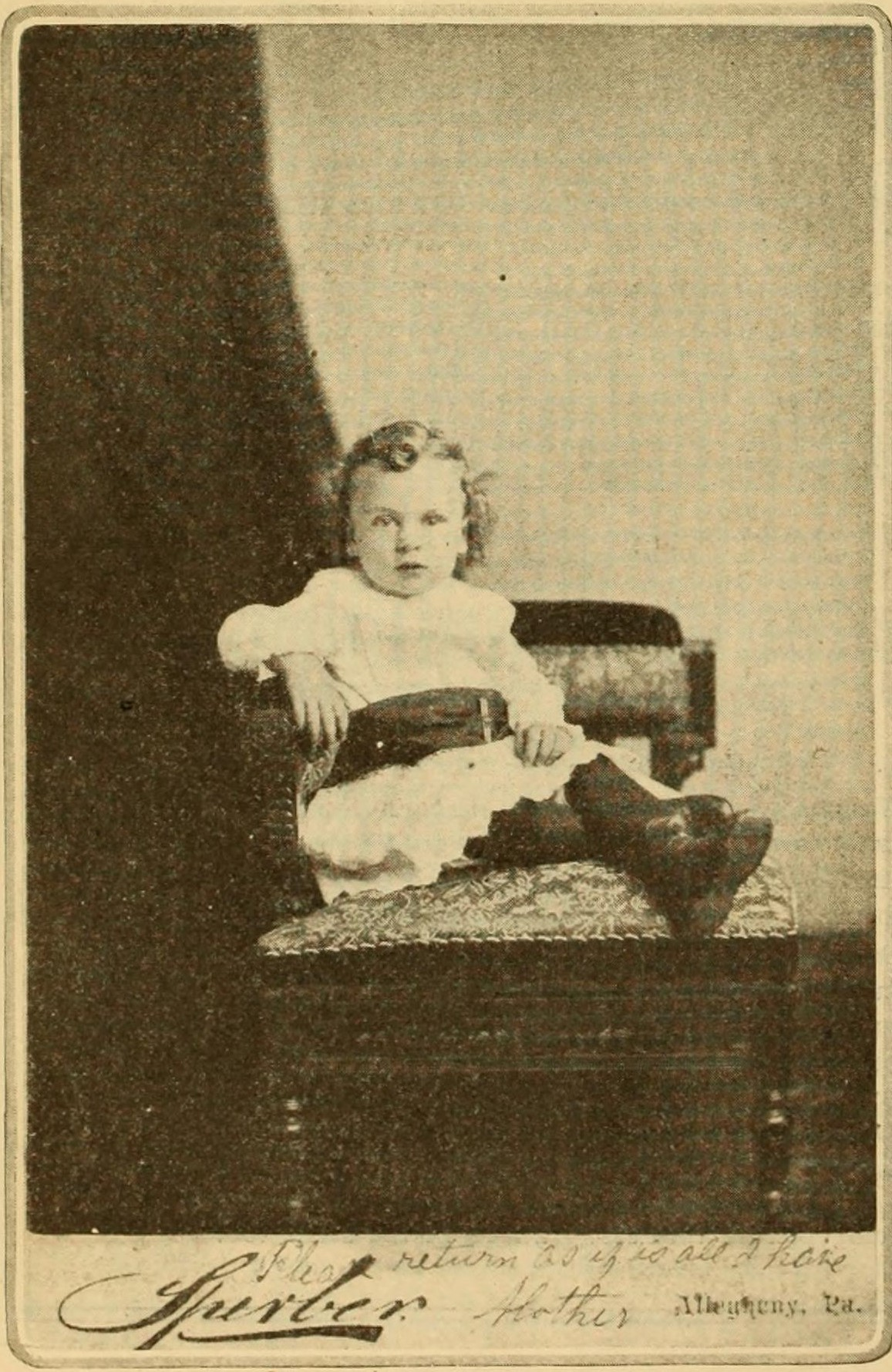
Thomas Meighan, década de 1880.
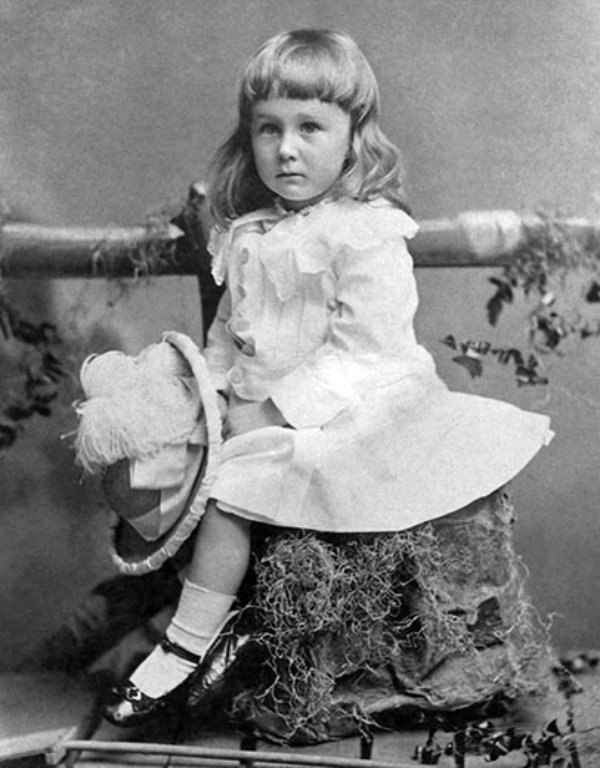
Franklin D. Roosevelt en 1884, a los dos años.
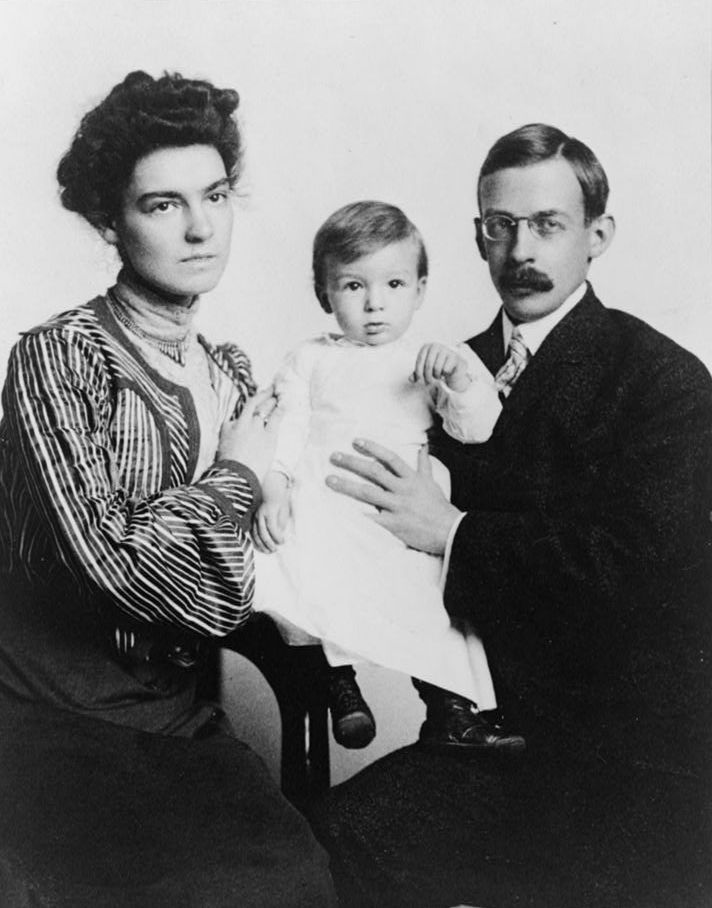
Niño estadounidense, 1902. Melville Bell Grosvenor sostenido por sus padres, Elsie Bell May y Gilbert H. Grosvenor.